# Claudio Casini
Claudio Casini (Roma, 1937 – Roma, 15 maggio 1994) è stato un critico musicale italiano.

## Biografia
Dopo essersi laureato in Lettere all'Università La Sapienza, fu docente di Storia della Musica a Cagliari e presso la seconda Università di Roma. Collaborò inoltre a numerose trasmissioni musicali radiofoniche della Rai e alle pagine culturali dei supplementi Il Venerdì e Mercurio del quotidiano La Repubblica.
Pubblicò inoltre diverse biografie critiche di musicisti fra cui Giacomo Puccini (1978), Verdi (1981), Paganini (1982), Maurice Ravel (1989), Mozart (1990) e Čajkovskij (1993) che aveva scritto insieme alla moglie Maria Delogu.
Pubblicò nel 1987 un'interessante Storia della musica in due volumi e il volume critico L'arte di ascoltare la musica del 1991, più volte ristampato. Collaborò inoltre al Grove Dictionary of Music and Musicians e al Dizionario della musica e dei musicisti dell'UTET.
Si spense a Roma per un infarto nel 1994 a 56 anni. 

## Opere principali
- Giacomo Puccini, Torino, UTET, 1978.
- Verdi, Milano, Rusconi, 1981.
- Paganini, Roma, Electa, 1982.
- Mascagni, Livorno, Cassa di risparmi di Livorno, 1984.
- Storia della musica: dall'antichità classica al Cinquecento, Milano, Rusconi, 1987, ISBN 88-18-70058-8.
- Storia della musica: dal Seicento al Novecento, Milano, Rusconi, 1988, ISBN 88-18-70059-6.
- Maurice Ravel, Pordenone, 1989, ISBN 88-7692-166-4.
- Amadeus - Vita di Mozart, Milano, Rusconi, 1990 ISBN 978-88-18-23023-9
- L'arte di ascoltare la musica, Milano, Rusconi, 1991, ISBN 88-18-21016-5.
- con Maria Delogu, Čajkovskij, Milano, Rusconi, 1993, ISBN 978-88-18-21017-0.